# Kacza Zatoka

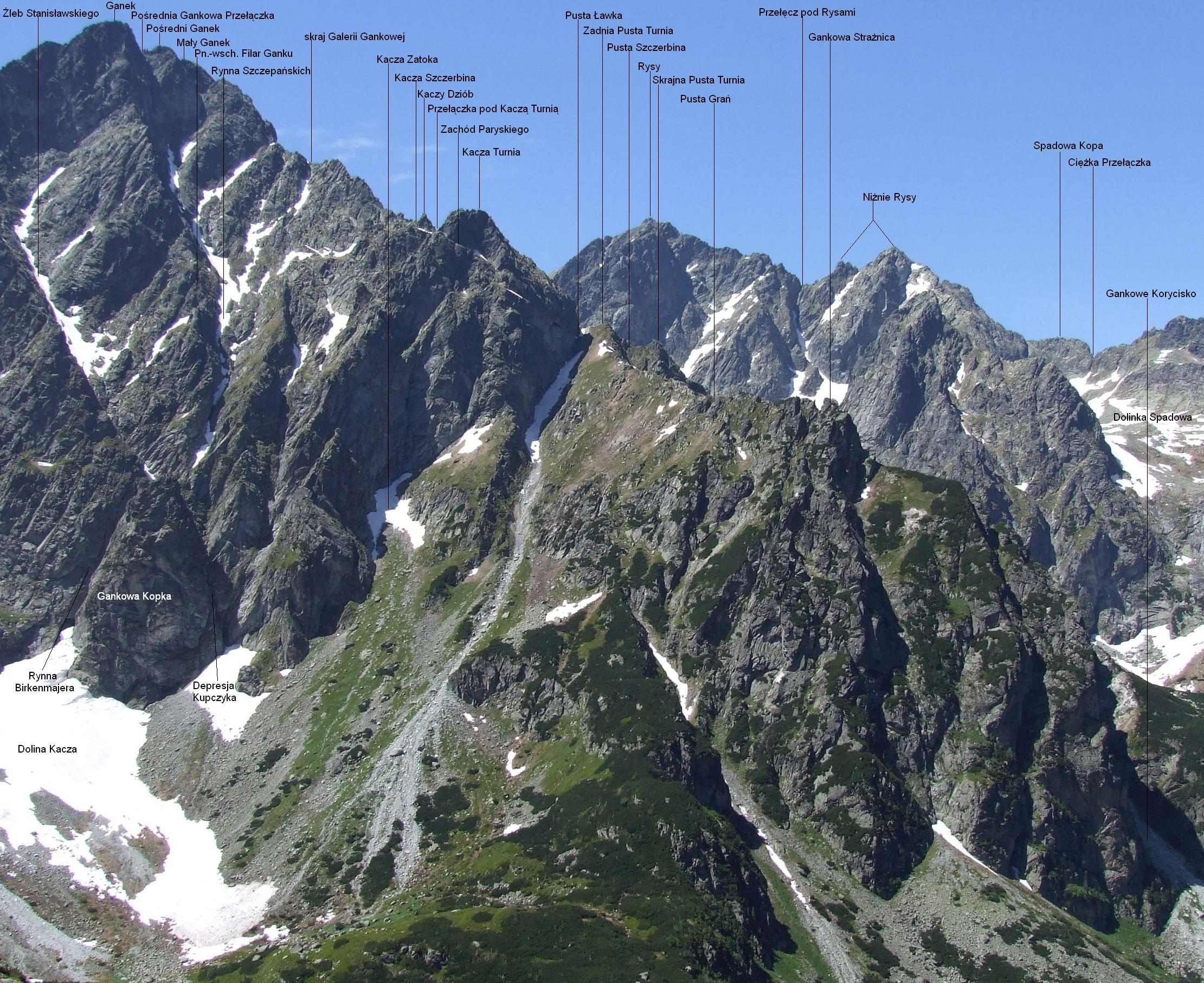
Widok z Doliny Litworowej

Kacza Zatoka – depresja opadająca do Doliny Kaczej w masywie Kaczej Turni w słowackich Tatrach Wysokich. Ma szerokość około 50 m i deniwelację około 150 m, jest stroma i trawiasto-skalista. Z lewej strony (patrząc od dołu) jej ograniczenie tworzy lewy filar Kaczej Turni, z prawej porośnięta trawą lub kosodrzewiną grzęda będąca dolnym przedłużeniem prawego filara. Na grzędę można z każdego miejsca zatoki wejść bez trudności, natomiast boczna ściana lewego filara to pas bardzo kruchych i urwistych ścianek o wysokości dochodzącej do 30 m. W górnej części Kaczej Zatoki znajdują się płytowe ścianki o wysokości około 30 m. Pomiędzy nimi a lewym filarem jest wąski i trawiasty żlebek. Nad jego górną częścią w ścianie Kaczej Turni jest system rynien oraz niewielkich zachodów, półeczek i ścianek o kilkumetrowej wysokości. Prowadzi nimi droga wspinaczkowa.
Z najwyższej części Kaczej Zatoki, powyżej pasa ścianek wznosi się trawiasty, szeroki i stromy zachód dochodzący do przełączki w prawym filarze Kaczej Turni. Zachód ma deniwelację około 50 m.
Nazwę Kaczej Zatoki utworzył Władysław Cywiński. Wychodzą z niej trzy drogi wspinaczkowe:
1. Od wschodu, z Kaczej Zatoki przez lewy filar Kaczej Turni; I, 1 miejsce II w skali tatrzańskiej, czas przejścia 1 godz.
2. Z Kaczej Zatoki przez lewy filar Kaczej Turni; II lub III, 2 godz.
3. Dolny trawers Ganku; II, 30 min[1].